# Animal domestique

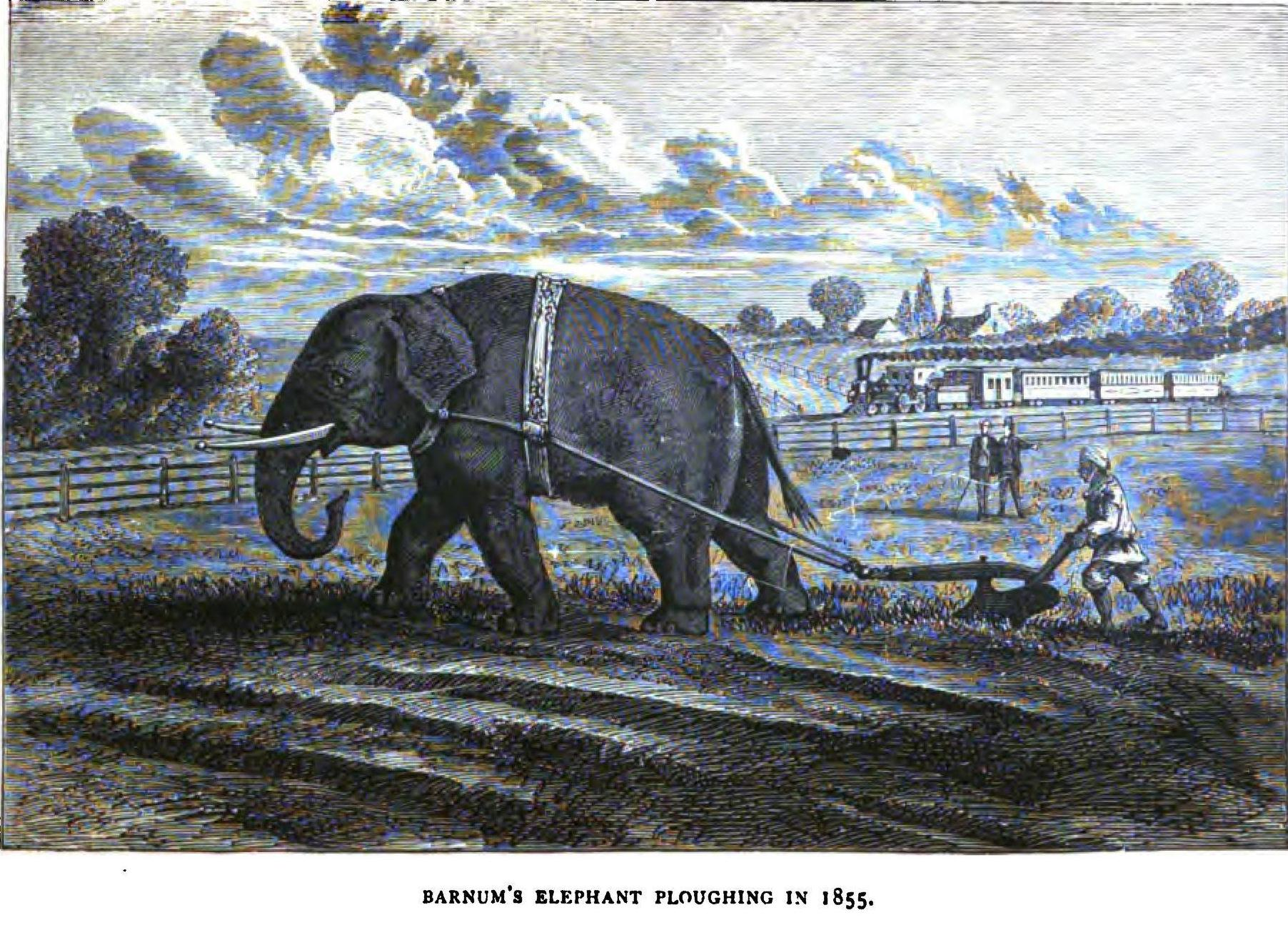
Éléphant domestique utilisé comme animal de trait.

Pour les articles homonymes, voir domestique.
Pour un article plus général, voir Domestication.
 (août 2013).
Si vous disposez d'ouvrages ou d'articles de référence ou si vous connaissez des sites web de qualité traitant du thème abordé ici, merci de compléter l'article en donnant les références utiles à sa vérifiabilité et en les liant à la section « Notes et références ».
L'animal domestique est perçu comme tel à des niveaux différents. Il s'agit à l'époque contemporaine généralement d'animaux, plus ou moins familiers, issus de la domestication et de l'élevage comme animal de rente. En droit, toutefois, le statut d'animal domestique peut s'appliquer de façon plus restreinte à un nombre réduit d'espèces ou même des races animales bien précises, variables en fonction de la législation concernée. Dans son acception originale l'expression peut s'appliquer à tout animal vivant dans le voisinage de la maison et commensal de l'homme, même s'il s'agit d'un animal libre comme le Moineau domestique, mais cette proximité constante avec l'homme les distingue des animaux sauvages proprement dits.

## Animal proche de la maison

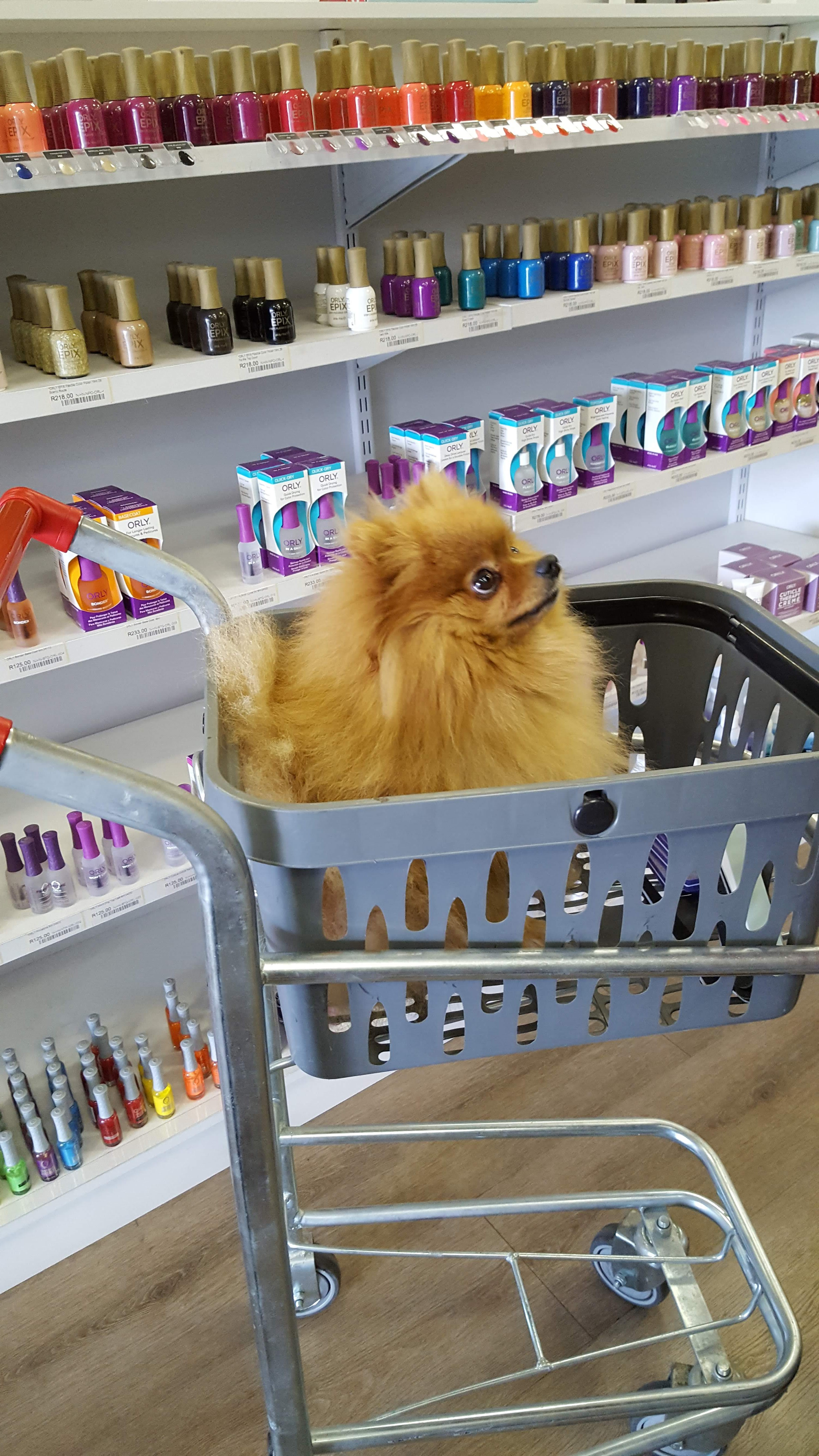
Spitz nain dans un magasin en Afrique du Sud.

Étymologiquement, domestique (du latin domesticus) se dit de tout ce qui concerne le domicile (mot dérivé, comme domestique, du latin domus, la maison).
L'animal domestique est donc avant tout un animal vivant « au voisinage de la maison ». Même si ces animaux ne sont pas littéralement domestiqués, l'homme ne contrôlant pas leur reproduction, et qu'il s'agit d'une simple proximité ou une domestication incomplète, l'animal domestique au sens large englobe toute espèce ayant une relation régulière avec l'espèce humaine, voire qui a subi une évolution dans une relation de « domestication ». Ceci comprend certaines espèces commensales de l'être humain, c'est-à-dire vivant dans son voisinage et en fonction de ses activités comme le moineau domestique, la souris domestique ou la mouche domestique mais aussi les abeilles à miel ou l'araignée dite « domestique » (tégénaire) par exemple. Cette relation à l'espèce humaine et l'adaptation voire l'évolution qui l'ont permise peuvent être appelées synanthropie.
Les animaux de compagnie, qu'ils soient d'espèces domestiquées ou simplement apprivoisés, forment un groupe particulier qui se rapproche du sens étymologique : animaux de la maison.

## Animal d'élevage

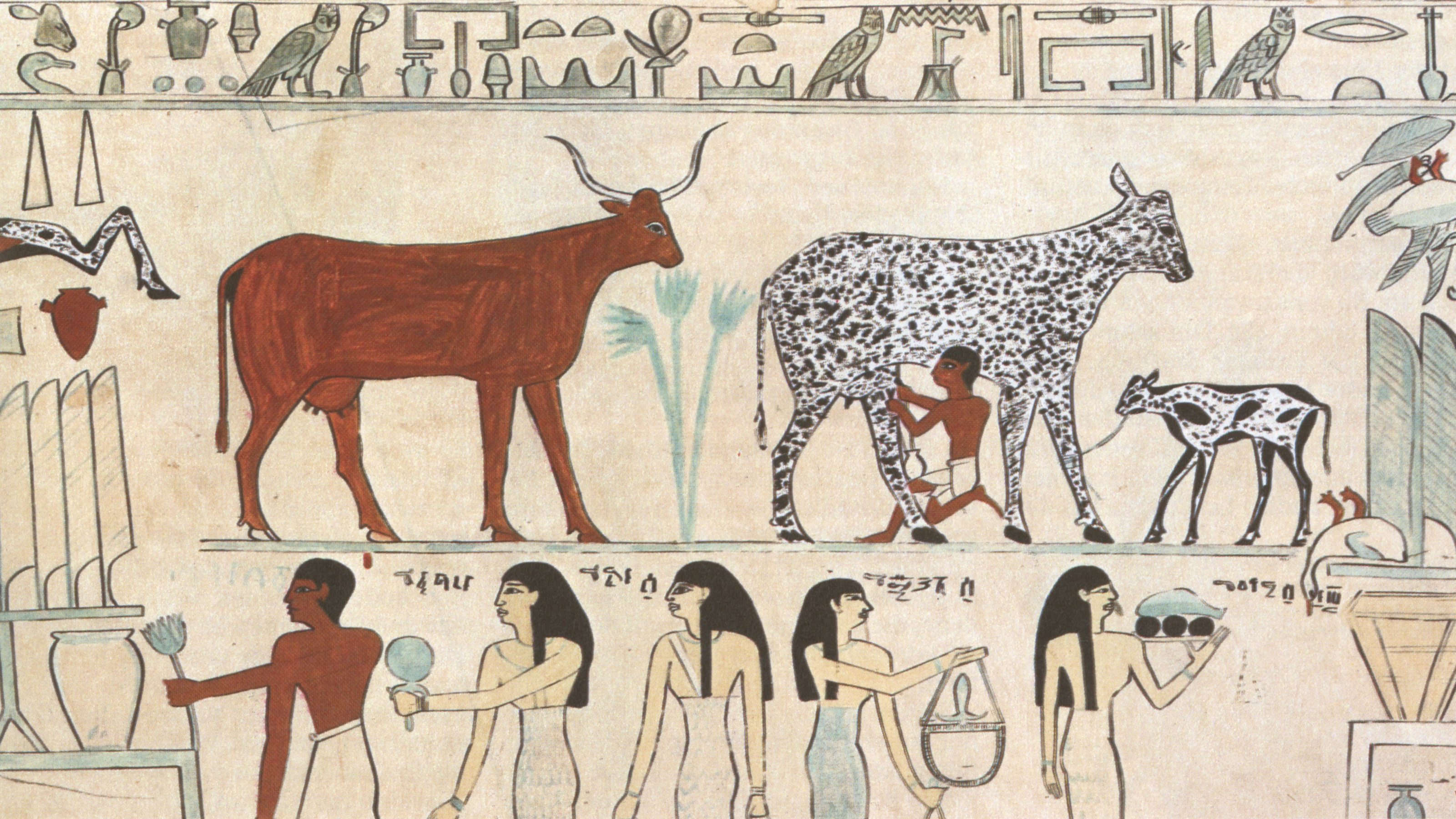
Hiéroglyphe d'animaux domestiqués datant de l'Égypte antique.

La domestication à l'usage de l'homme se généralisant, les animaux domestiques présents dans l'entourage de l'homme sont devenus principalement des animaux faisant l'objet d'un élevage sélectif ou des animaux apprivoisés comme les éléphants d'Asie qui sont le plus souvent en effet capturés jeunes et sauvages afin d'être éduqués. Si la proximité du domicile est encore vraie dans le cadre des petits élevages familiaux ou des fermes traditionnelles, les nécessités de l'élevage extensif ou l'élevage intensif ont éloigné l'expression de son champ d'acception d'origine.
L'animal domestique est utilisé comme source de nourriture, d'agrément ou comme animal de travail, notamment comme bête de somme ou animal de trait.

## Statut juridique

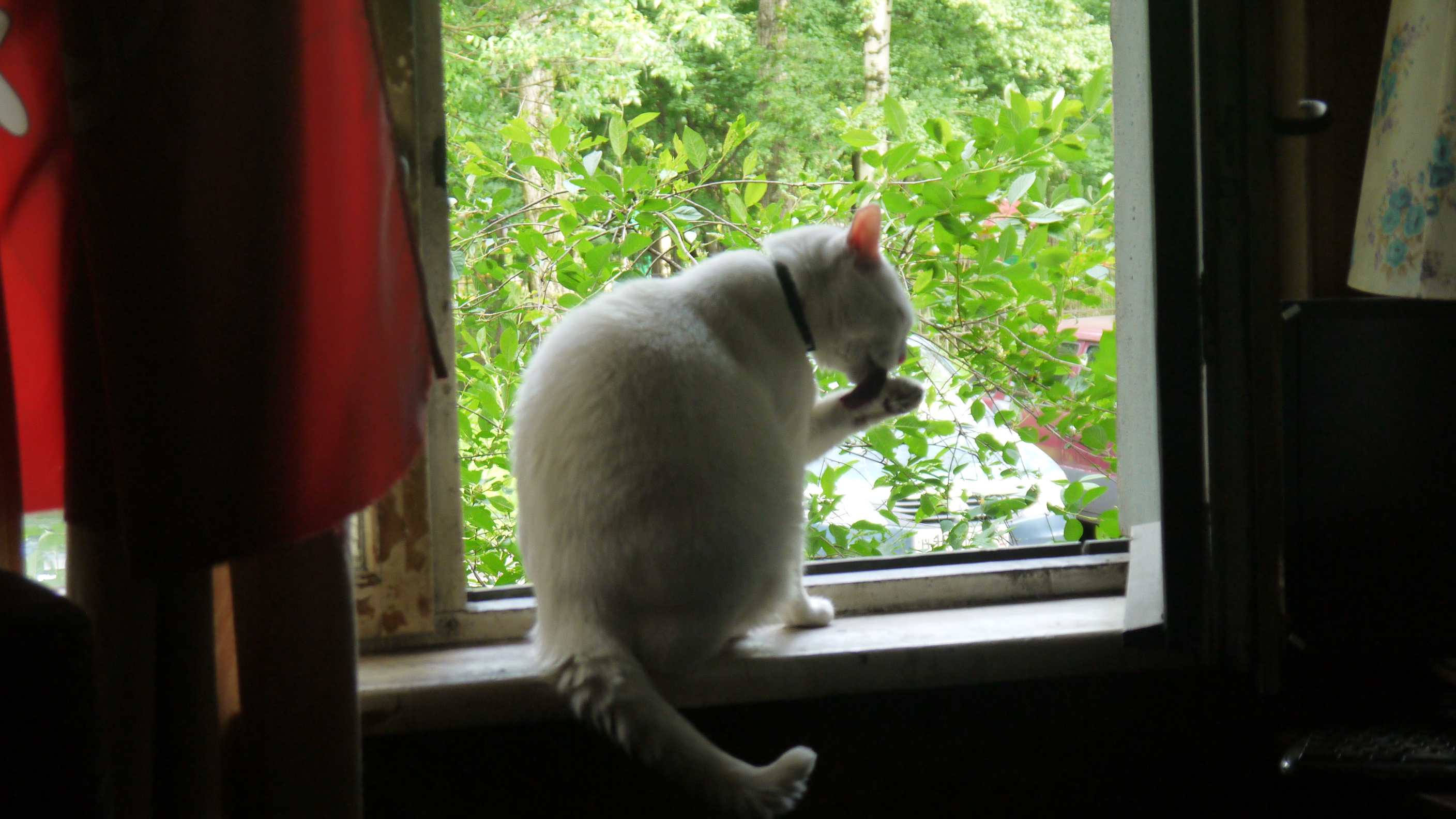
Chat

L'« Animal domestique » a pris des définitions variables selon les époques et les pays. La domestication se distinguant du simple apprivoisement ou de la maintenance en captivité d'animaux sauvages. Les gouvernements édictent des listes qui définissent les espèces à juridiquement considérer comme étant domestiques ou non.
Le droit français, par exemple, ne reconnaît comme étant domestiques que certaines formes sélectionnées par élevage, une race ou une variété de cette espèce.
Voici quelques exemples d'animaux légalement domestiques en France :
- Chien
- Chat
- Furet
- Cheval, âne, vache, lama
- Porc
- Cochon d'Inde, Rat domestique, Hamster, Souris domestique, gerbille de Mongolie
- Lapin domestique
- Canard colvert, variétés bleue et noire du Canard de Laysan
- Poule domestique, les mutations blanche et panachées du paon bleu
- Pigeon biset, tourterelle domestique, colombe diamant
- Canari, Diamant mandarin, moineau du Japon, les formes blanche, brune, isabelle, entre autres du chardonneret élégant
- Perruche ondulée, Calopsitte élégante, inséparable rosegorge
- Poisson rouge, Carpe koï
- variété albinos de l'axolotl, etc.

## L'animal domestique aujourd’hui
Plusieurs aspects semblent caractériser la conscience contemporaine de l'Homme face à l'animal. L'éclatement de l'animalité, en trois points :
- l'animal utilitaire

C'est l'animal que l'Homme utilise a des fins alimentaires (Alimentation animale) ou expérimentales (expérimentation animale).
- l'animal proche

Il s'apparente à l'indétermination. Elle représente l'attitude de l'Homme face à l'animal, cela correspond à un espace désorienté, et informel sans tâche commune à élaborer. Le jeu et la promenade sont éloignés des compétences pratiques véritables (chasse, élevage, dressage).
C'est l'animal domestique, familier ou apprivoisé.
- l'animal sauvage

## La perception contemporaine de l'animal
Du point de vue de la passivité et de la déqualification, une déqualification ou en d'autres termes une faible qualification l'animal d'antan possédait un rôle , il y avait cette dimension de « partenariat », une « égalité » dans le travail en quelque sorte. Aujourd'hui, l'animal ne fait plus ou (presque) uniquement figure que d'animal de compagnie au lieu d'animal compagnon.
De nos jours, l'animal est présent de façon futile et dans la sphère du loisir, principalement. Exception faite des chiens spécialisés, chiens d'aveugles, chiens de sauvetages par exemple. Les dimensions de l'animal évoluent, changent, se bouleversent, en devenant de plus en plus, alimentaire, industrielle, scientifique et médicale et aussi d'un autre côté, affective et imaginaire.
La perception de l'animal devient alors extrêmement idéologique, allant ainsi en contradiction avec l'utilité (générale) de l'animal. L'animal sauvage quant à lui est perçu selon les films, selon la publicité, les médias.